# NGC 3943
NGC 3943 este o liner situată în constelația Leul. A fost descoperită în 27 aprilie 1865 de către Heinrich Louis d'Arrest. Se află la o distanță de 95,64 de megaparseci de Pământ.